# Station Ealing Broadway
Ealing Broadway is een station van Network Rail aan de Great Western Main Line dat in 1838 is geopend. Sinds 1879 is het station aangesloten op de metro van Londen door de District Railway, de latere District Line. In 1920 volgde de Central Line als tweede metrolijn.

## Geschiedenis

### 19e eeuw
De Great Western Railway (GWR) opende op 6 april 1838 haar spoorlijn tussen Paddington en Taplow. De GWR bouwde haar lijnen naar het westen met het baanbrekende breedspoor. Het station bij Ealing werd op 1 december 1838 geopend aan de lijn naar het westen en was toen het enige station in de wijde omgeving. In 1875 werd het station omgedoopt van Ealing in Ealing Broadway. De District Railway (DR), de latere District Line, opende op 1 juli 1879 een zijlijn van Turnham Green naar Ealing Broadway. De DR bouwde haar kopstation met drie sporen ten noorden van het station van GWR. In 1883 werd een verbindingsspoor tussen de DR en de GWR vlak ten oosten van beide stations gelegd. Van 1 maart 1883 tot 30 september 1885 onderhield DR via dit spoor een dienst naar Windsor en Eton Central die stopte bij de perrons van GWR in plaats van in het eigen kopstation. Naast deze diensten wilde DR via het verbindingsspoor ook een dienst naar Uxbridge Vine Street via West Drayton beginnen. De diensten naar Windsor bleken niet rendabel en de zuidelijke route naar Uxbridge kwam er helemaal niet. In 1903 opende de DR het eerste deel van de noordelijke route naar Uxbridge echter zonder stop bij Ealing Broadway. Het stuk tussen South Harrow en Uxbridge kwam in 1910 gereed. Deze zijlijn was van meet af aan geëlektrificeerd en werd, gezien de lengte, de hoofdlijn. De aftakking naar Ealing Common werd vanaf 1 juli 1905 bereden met elektrische metro's en in 1910 werd het bakstenen station uit 1879 vervangen door een gebouw met stenen gevelbeplating.

### Central London Railway
Vlak voor de Eerste Wereldoorlog maakte GWR plannen voor een nieuwe lijn tussen Ealing en Shepherd's Bush om vooral goederentreinen tussen het westelijke en zuidelijke spoorwegnet te kunnen laten rijden. De Central London Railway (CLR), de latere Central Line, zou deze sporen dan mede kunnen gebruiken om haar diensten ten noorden en westen van het toenmalige eindpunt Wood Lane door te trekken. Het nieuwe eindpunt van de Central London Railway werd bij Ealing Broadway gebouwd op het terrein tussen de stations van de GWR en DR. Vanaf 3 augustus 1920 reed de CLR met East Acton als enige tussenstop van en naar Ealing Broadway. In 1938 werden de verbindingssporen bij Ealing Broadway en North Acton opgebroken en kwam er een eind aan het gemengd bedrijf met de goederenstoomtreinen van GWR. Hoewel DR en CLR in 1920 allebei eigendom waren van UERL werden de reizigers van de CLR afgehandeld via het station van de GWR in plaats van het metrostation. In 1961 werd het stationsgebouw van GWR uit 1838 gesloopt om plaats te maken voor een nieuw gebouw. Het nieuwe gebouw met een stationshal haaks boven de sporen en een kantorentoren op de kop van de sporen van de Central Line werd in 1965 geopend. Het nieuwe gebouw handelt alle trein en metroreizigers af, terwijl het metrostation uit 1910 in gebruik genomen werd door winkels.

### Heathrow en Crossrail
In de jaren negentig van de twintigste eeuw werd gestart met het Heathrow Express project en werd Crossrail gepresenteerd. De Heathrow Express was een initiatief van de British Airport Authority (BAA) en British Rail, maar werd bij de privatisering van de laatste voortgezet door BAA. De bouw begon in 1993 en de beoogde route tussen Paddington en Heathrow via Ealing Broadway werd in het kader van het project geëlektrificeerd. In 2007 werd Crossrail goedgekeurd en in 2018 begon TfL Rail, het spoorwegbedrijf van Transport for London, met de diensten vanuit Paddington naar het westen die van Heathrow Express waren overgenomen. Op 15 december 2019 werden ook de stadsgewestelijke diensten op de westtak naar Reading overgenomen door TfL Rail. Deze diensten worden sinds 24 mei 2022 gereden onder de naam Elizabeth Line, de oost-west lijn van Crossrail, al moeten reizigers tot de opening van Bond Street, in het najaar van 2022, in Paddington overstappen tussen de bovengrondse perrons van het westelijke deel van de lijn en de ondergrondse perrons van het oostelijke deel van de Elizabeth Line.

### Ongevallen en incidenten
- 16 november 1937 reed een stoomtreinstel door rood en boorde zich in het seinhuis.
- 20 december 1973 ontspoorde een sneltrein doordat een niet goed afgesloten inspectieluik onder de locomotief tegen de wisselstangen stootte. Het gevolg was dat de wissels omgingen terwijl de trein er over heen reed. De daaropvolgende ontsporing eiste 10 levens en 94 gewonden.
- 19 juli 2000 plaatste de Real IRA een bom op het emplacement. Deze werd tijdig ontdekt en door de politie tot ontploffing gebracht.

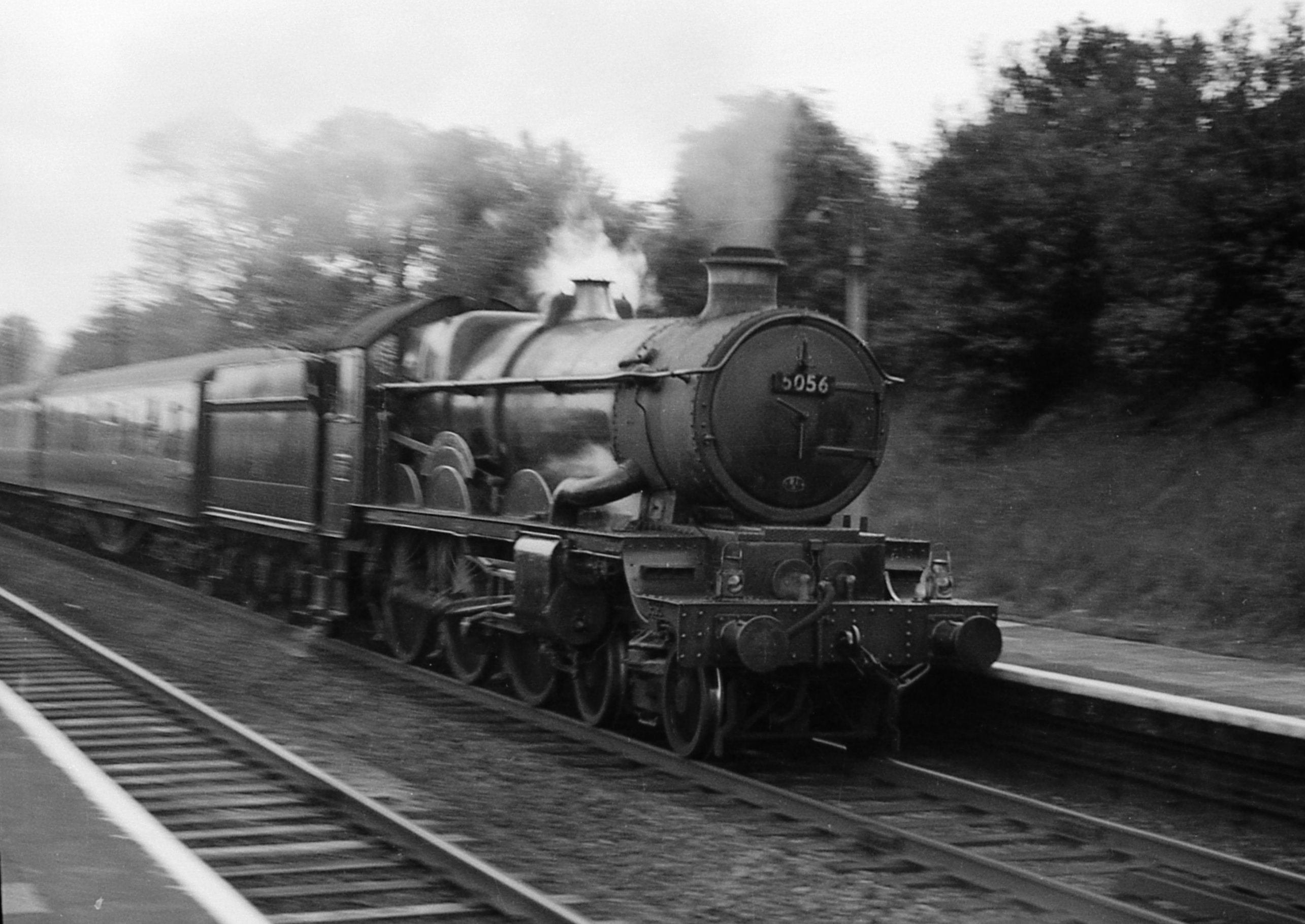
Castle class 5056 "Earl Of Powis" passeert Ealing Broadway op 28 mei 1960.
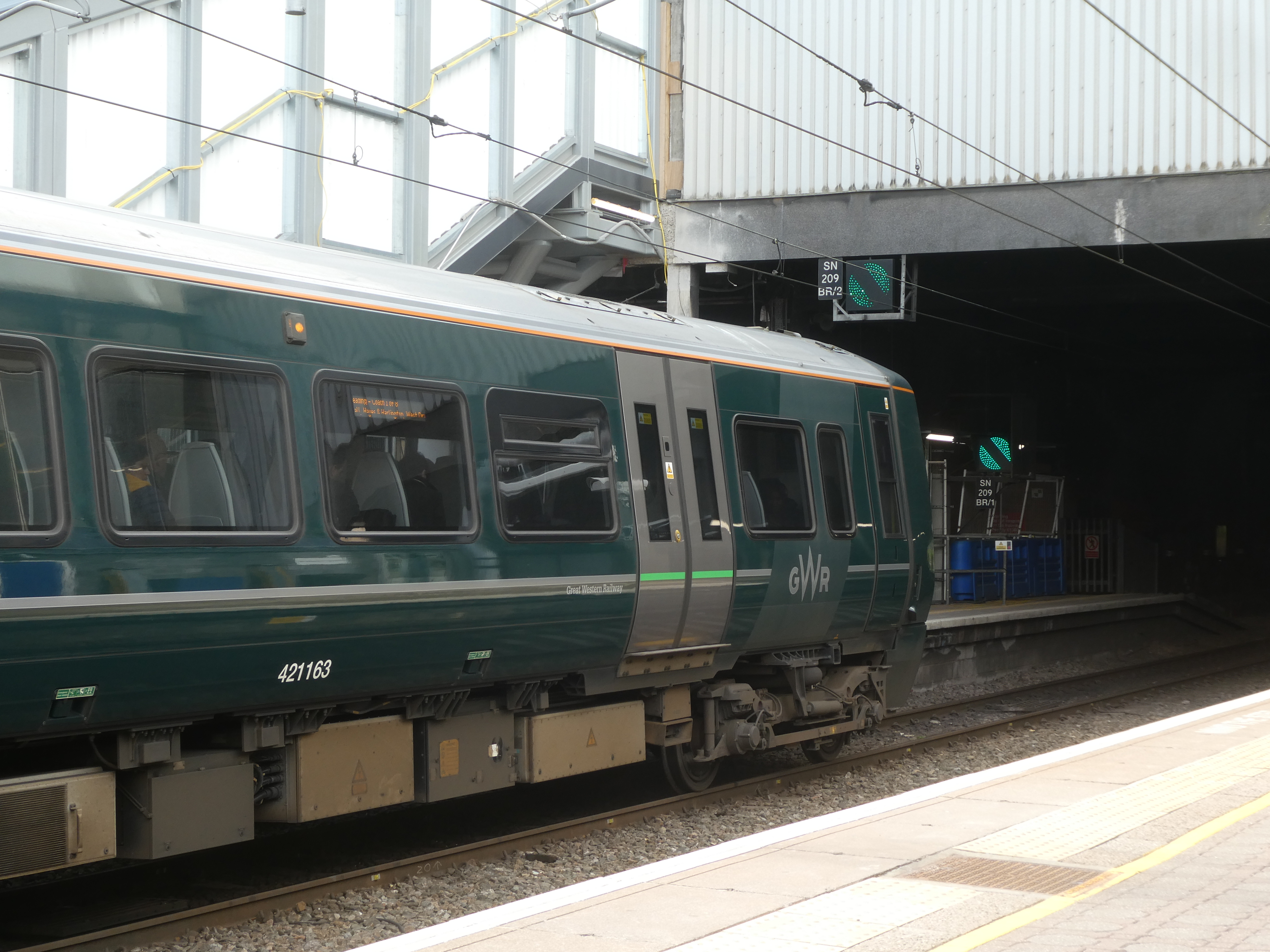
Een treinstel van Great Western op 3 april 2019.
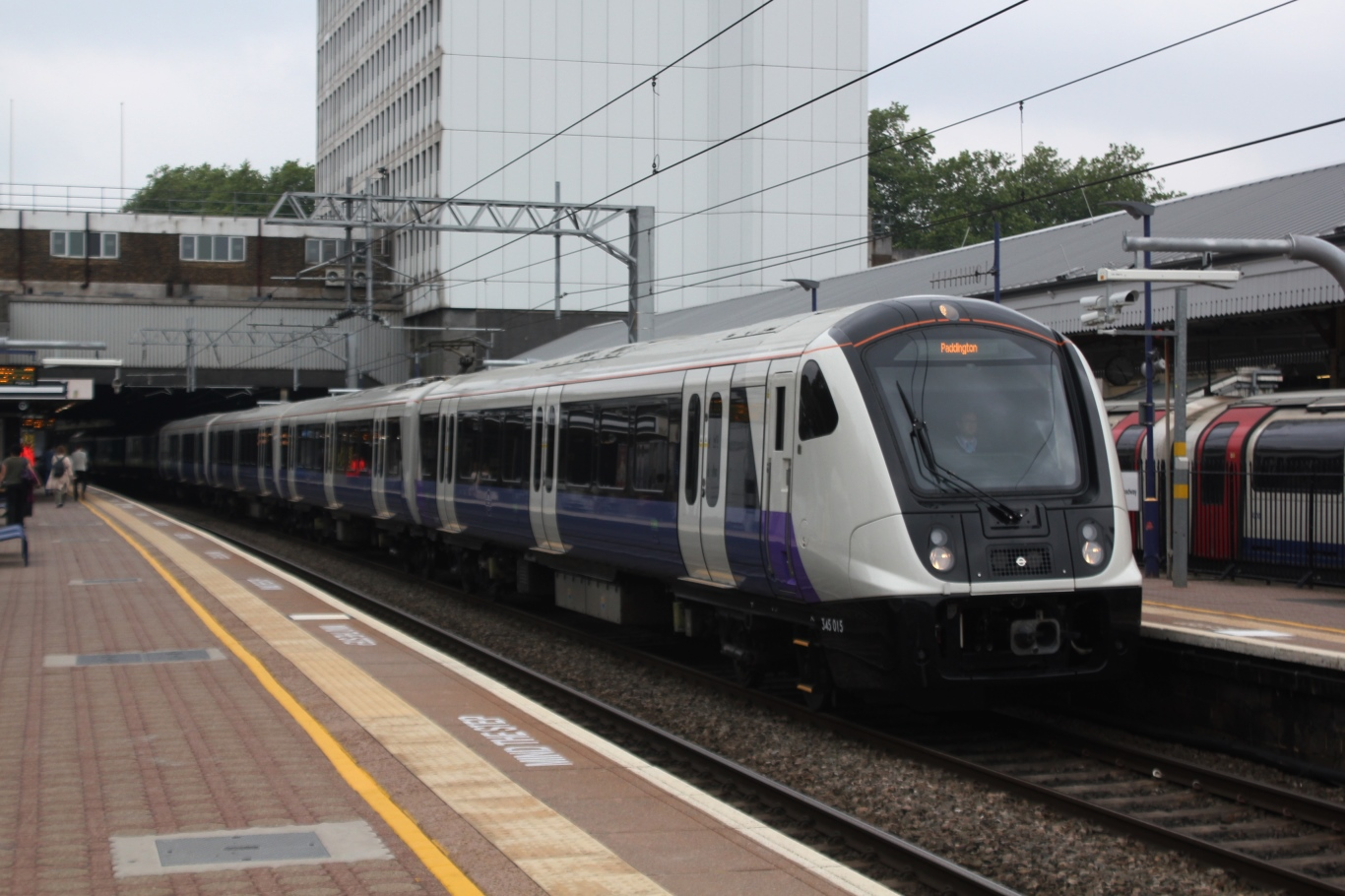
Class 345 (Tfl Rail/Elizabeth line) in 2018 in Ealing Broadway.

## Ligging en inrichting
Het station ligt 9,2 km ten westen van Paddington in de plaats Ealing. Het is een belangrijk OV knooppunt in het westen van Londen dat wordt beheerd door TfL Rail. Het station kent negen sporen voor zowel de GWR als de Underground die allemaal via toegangspoortjes bereikbaar zijn.
Spoor 1 t/m 4 zijn van de Great Western Main Line, de oneven nummers worden bereden door treinen uit Londen en de even nummers door die richting Londen. De betreffende perrons hebben geen overkapping al zijn er wel wachtkamers. De sporen 1 en 2 worden gebruikt door sneltreinen die niet stoppen bij Ealing Broadway, alleen tijdens werkzaamheden en verstoringen stoppen hier treinen. De sporen 3 en 4 worden gebruikt door stoptreinen, zoals de Heathrow Express en vanaf 2022 door de Elizabeth Line. De sporen 5 en 6 liggen aan een gemeenschappelijk eilandperron met puntdak en worden gebruikt door de Central Line. De sporen 7 t/m 9 worden gebruikt door de District Line. De perrons langs de sporen 8 en 9 zijn gedeeltelijk overkapt en hebben stationsnaamborden, een origineel (1908) en meerdere replica's (1992), uit de tijd van voor Edward Johnston die in 1919 het bekende Undergound logo, de roundel, ontwierp. De beide metrolijnen zijn niet onderling verbonden met verbindingssporen in het station.
In het kader van Crossrail is in 2010 begonnen met een grote verbouwing van het station, die op 27 mei 2021 werd afgerond. De voorbereidende werkzaamheden namen veel tijd in beslag en Network Rail begon pas in 2018 met de echte bouwwerkzaamheden. Aanvankelijk waren er slechts kleine aanpassingen, zoals perronverlenging, voorzien. Lokale en regionale campagnes leidden ertoe dat het hele station wordt opgeknapt en het geschikt gemaakt wordt voor rolstoelgebruikers. Het aangepaste ontwerp werd door de buurtbewoners bekritiseerd, waarna de stationsingang opnieuw ontworpen met een grote glazen voorgevel en een lange gebogen luifel naar de straat. Het ontwerp van Bennetts Associates omvat:
- De sloop van de bestaande krappe kaartverkoop en trappen.
- Een nieuwe dubbelhoge lokettenzaal, twee keer zo groot als de vorige stationshal.
- Verbeterde en vergrote openbare ruimte buiten het station met nieuwe bestrating, bankjes en bomen.
- Aanbrengen van liften zodat het hele station rolstoeltoegankelijk is.
- Opknappen en verbeteren van de bestaande perrons, inclusief nieuwe bewegwijzering, wachtkamers en klantinformatieschermen.
- Perron verlenging voor de langere treinstellen serie 345 die door Crossrail worden gebruikt .
- Nieuwe loopbrug aan de oostkant van het station tussen platforms 1-4.

Door de verbouwing wordt de capaciteit van het station vergroot en de reizigersstromen tussen de verschillende trein en metrodiensten en de lokale busdiensten geoptimaliseerd.

## Andere plannen
- Begin jaren tien van de eenentwintigste eeuw steunde de West London Business-group de aanleg van een lichte metrolijn tussen Surbiton en Brent Cross. Deze West London Orbital-metro zou worden gebouwd naar het voorbeeld van de metro van Kopenhagen met een tussenstop bij Ealing Broadway. De London Borough of Ealing verwierp het voorstel omdat er "geen consensus bestaat om dit project voort te zetten vanwege de extreem hoge kosten".
- In 2008 publiceerde de Londense afdeling van de Campaign for Better Transport een plan voor de North- and West-London Light Railway (NWLLR), die de goederensporen van de Dudding Hill Line deelt en de middelste twee van de zes gebruikt. In april 2009 stemde de Ealing Council in om Transport for London op te roepen het voorstel te onderzoeken.
- Het station zou zijn bediend door de West London Tram , maar dit voorstel werd in 2007 geannuleerd omdat het werd tegengewerkt door de raden van alle drie London Boroughs die door de lijn zouden zijn bediend.

## Reizigersdiensten
National Rail-diensten worden aangeboden op de vier sporen van de Great Western Main Line door Great Western Railway en de Elizabeth line.
De normale dienst tijdens de daluren bestaat uit:

### Great Western Railway
- 2 treinen per uur naar Londen Paddington.
- 2 treinen per uur naar Didcot Parkway via Reading.

### Elizabeth Line
- 6 treinen per uur naar Londen Paddington.
- 4 treinen per uur naar Heathrow Terminal 4.
- 2 treinen per uur naar Reading.